# Depersonalisation
Depersonalisation är en känsla av overklighet och en osäkerhet på den egna identiteten. Den drabbade individen känner vanligtvis inte igen sin spegelbild och klagar ofta på att livet känns som ett skådespel eller en film och att saker och ting känns overkliga, konstiga eller suddiga. Tillståndet kan skilja sig åt mellan olika personer; vissa känner igen spegelbilden men frågar sig själva "är detta verkligen jag?". Behandlingen mot depersonalisation består i psykodynamisk terapi och behaviorismterapi, men i de flesta fall försvinner störningen av sig själv.

## Symptom
Känslan av depersonalisation beskrivs ibland som att vara ett spöke eller som att vara med om en film. Hur mycket personen i fråga än anstränger sig, känner hon/han ett avstånd till världen, och den drabbade förmår inte uppfatta sig själv som en verklig person. Hur man än anstränger sig för att uppfatta sig själv och omgivningen som normal, är det en del av personen som inte orkar kämpa längre. Det handlar om en förändring i förnimmelsen eller erfarenheten av jaget, så att jaget känns overkligt. Personen som är drabbad känner sig frånkopplad från verkligheten, sin egen kropp eller den mentala processen.
En person drabbad av depersonalisation kan oftast, utåt sett, interagera med sin omgivning väl. Flertalet i den drabbades omgivning uppfattar oftast inte att individen lider av depersonalisation – den drabbade uppträder i regel helt normalt. Depersonalisation upplevs som mycket plågsamt för de flesta drabbade. Varken de som lider av ett övergående tillstånd, eller de som lider av tillståndet till den grad att det kan kategoriseras som en mental sjukdom, utgör emellertid någon fara för samhället; deras grepp om verkligheten är intakt.

## Tidsaspekt
Tillfälliga episoder av depersonalisation är normalt, men en varaktig känsla av depersonalisation kan inte betraktas som normalt.
Kortare perioder av depersonalisation är noterbart vid stress och sömnbrist eller en kombination av de båda, och efter bruk av droger, som till exempel alkohol, koffein, cannabis m.m. Det blir en mental sjukdom, depersonalisationssyndrom, när depersonalisationen inverkar skadligt på det sociala livet, såsom arbetslivet. En drabbad person kan uppleva att denne håller på att bli galen, men denna känsla är nästan alltid grundlös. Mentala sjukdomar med koppling till ångest har visserligen ofta ett samband med depersonalisation, eftersom olika former av stark ångest kan leda till depersonalisation, men även depersonalisation kan i sin tur orsaka ångest, då den drabbade känner sig avvikande och illa till mods.
Man kan drabbas av depersonalisation när som helst i livet, men det uppträder oftast i de sena tonåren, eller runt 20-årsåldern. Depersonalisationen försvinner oftast vid 30-årsåldern.

## Behandling
Psykodynamisk terapi och behaviorism-terapi har använts för att behandla personer som lider av depersonalistisk störning (DS), men i de flesta fall försvinner störningen av sig själv. Depersonalistisk störning är inte en psykotisk störning, men neuroleptika kan ofta förbättra eller helt lindra symtom från en allvarlig form av depersonalisation. En kombination av antidepressiva läkemedel och stämningsstabilisatorer är också något som prövas. Alla patienter är dock inte villiga att tolerera sidoeffekterna av dessa läkemedel. Alprazolam eller andra starka bensodiazepiner används ofta i behandlingen.